# Andreas Bomba

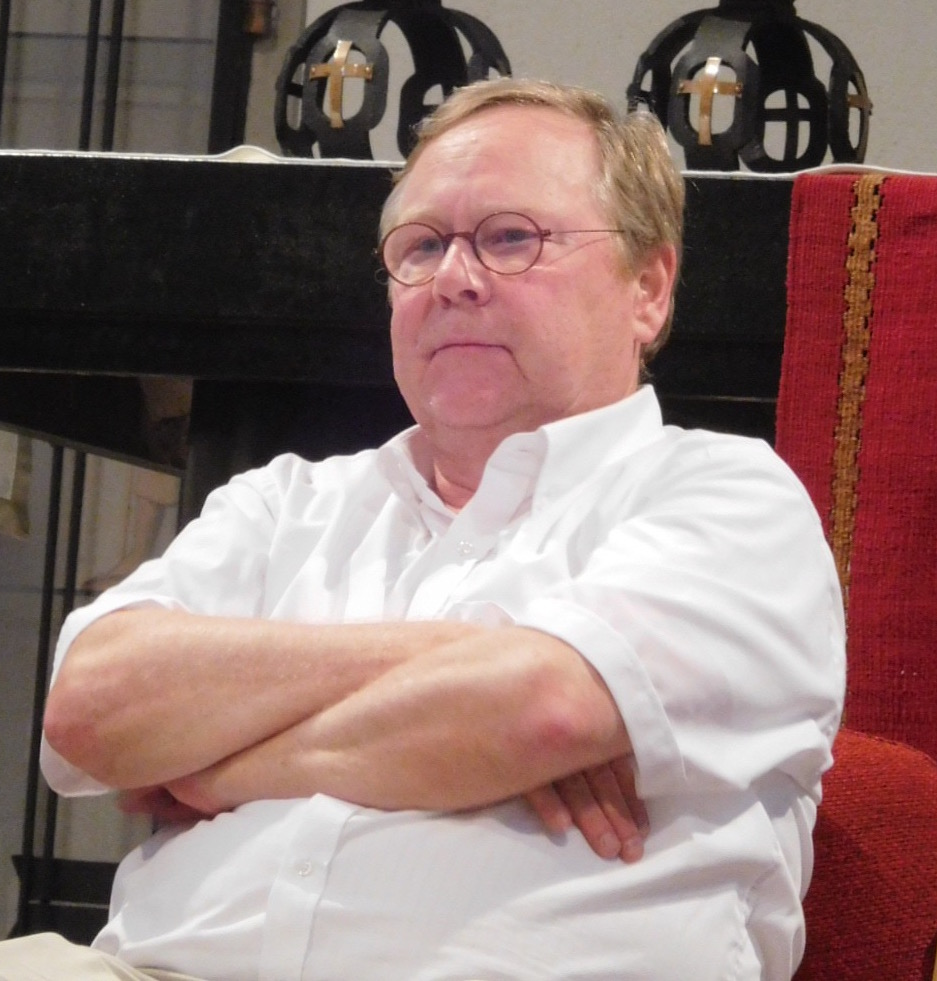
Andreas Bomba, 2018 in der Ev. St. Thomaskirche in Frankfurt am Main

Andreas Bomba (* 1956) ist ein deutscher Journalist, Schriftsteller, Historiker, Musikkritiker und Sänger sowie seit 2006 Intendant und Geschäftsführer der Bachwoche Ansbach.

## Leben
Bomba erhielt bereits als Kind Klavier- und Orgelunterricht; später kam eine Gesangsausbildung hinzu. Er sang in semiprofessionellen Chören und Vokalensembles. Von 1975 bis 1981 studierte er an der Johann-Wolfgang-Goethe-Universität in Frankfurt am Main und später Romanistik und Geschichte in Italien und Frankreich.
Er arbeitete von 1979 an als Journalist und schrieb Musikkritiken für mehrere Zeitungen, hier vor allem für die Frankfurter Neue Presse, und war auch als Schriftsteller, Kritiker und Moderator für mehrere Radiosender wie zum Beispiel den Südwestrundfunk und seit 1984 für den Hessischen Rundfunk tätig. 1992 begründete er die Sendereihe Musikszene Hessen in hr2-kultur, sowie weitere Gesprächssendungen und Sendungen mit Geistlicher Musik. 1986 wurde er an der Universität Braunschweig zu dem Thema Chansons de geste und französisches Nationalbewusstsein im Mittelalter promoviert.
Er hat mehrere Bücher und Beiträge zur musikalischen und poetischen Analyse verfasst. Sein Buch über Johann Sebastian Bach, Die kompletten Werke von Johann Sebastian Bach, wurde im Jahr 2000 veröffentlicht.
Von 1996 bis 2000 plante und produzierte er für die Internationale Bachakademie Stuttgart und die Marke Hänssler Classic die Edition Bachakademie, die erste komplette Aufnahme aller Werke Bachs auf 172 CDs.
Er wurde 2006 zum Musikdirektor der Bachwoche Ansbach ernannt und leitete das 60. Jubiläum des Festivals im Jahr 2007.
Bomba ist in zahlreichen Jurys und Beiräten aktiv, so zum Beispiel bei „Jugend musiziert“, dem Bad Homburger Orgelfestival Fugato, dem Binding-Kulturpreis, dem Dirigentenwettbewerb der BHF-Bank, dem Wettbewerb der Internationalen Orgelwoche Nürnberg, der „Ständigen Konferenz Mitteldeutsche Barockmusik“ und im Stiftungsrat des Windsbacher Knabenchores.

## Publikationen (Auswahl)
Als Redakteur
- „Singet se noh…?“ (50 years [[Gächinger Kantorei]] 1954–2004). Internationale Bachakademie Stuttgart, 2004.
- Norbert Bolín, Andreas Bomba: Musikland Baden-Württemberg: Basis und Spitze. W. Kohlhammer Verlag, 2006, ISBN 978-3-17-019428-1 (google.de).